# ビチナの戦い
座標: 北緯51度6分48秒 東経18度15分45秒 / 北緯51.11333度 東経18.26250度
ビチナの戦い (ポーランド語: Bitwa pod Byczyną) またはピチェンの戦い (ドイツ語: Schlacht bei Pitschen) は、1588年1月24日にシレジアの町ピチェン（現ビチナ、ポーランド）で発生した、ポーランド・リトアニア共和国の継承戦争 (1587年-1588年)における最後かつ最大の戦闘。ヴァーサ家のスウェーデン王子ジグムント（3世）を支持する宰相・王冠大ヘトマンのヤン・ザモイスキらポーランド・スウェーデン派が、ハプスブルク家のオーストリア大公マクシミリアン3世を破って捕虜とした。両陣営とも兵力は約6000人とほぼ同等で、歩兵と騎兵が半数ずつを占めていた。最終的にオーストリア派の軍は壊滅し、戦争はマクシミリアン3世の虜囚とポーランド王位放棄宣言という劇的な終結を迎えた。この戦闘には、後の名将スタニスワフ・ジュウキェフスキ（ジグムント3世側）やスタニスワフ・スタドニツキ（マクシミリアン3世側）らも参加していた。

## 背景
1586年、ポーランド王ステファン・バートリが死去すると、ヴァーサ家のスウェーデン王子ジグムントとハプスブルク家のオーストリア大公マクシミリアン3世が国王自由選挙に立候補した。宰相・王冠領大ヘトマンのヤン・ザモイスキやポーランド首座主教スタニスワフ・カルンコフスキらがジグムントを支持する一方で、ズボロフスキ家はマクシミリアン3世を支持した。もとよりザモイスキとズボロフスキ家は長きにわたって激しい対立関係にあり、この国王自由選挙中も緊張が続いていた。
ジグムントは前王の妻アンナ・ヤギェロンカの支持も獲得して、1587年8月19日にポーランド王に選出され、それまでインテルレクスとして王権を代行していたカルンコフスキ首座主教の承認を得る手続きまで済ませた。しかしマクシミリアン3世やその支持者はこの結果を認めず、3日後の8月22日に独自にマクシミリアン3世のポーランド王選出を宣言した。ズボロフスキ家はロコシュ（強訴）権を行使し、何人もの犠牲者が出る混乱の中で選挙は閉幕した。ザモイスキにもズボロフスキ家にも、ここで引き下がる選択肢はなかった。負けを認めれば多額の賠償金や財産没収、名声の失墜、場合によっては反逆罪による死刑まで被る恐れがあったからである。
この時点では、ジグムントもマクシミリアン3世もポーランド・リトアニア共和国外にいたが、自らが選出されたことを知ると急いでポーランドへ向かった。ジグムントは9月28日にグダンスクに到着し、2週間滞在してからクラクフへ出発、12月9日に到着して27日に戴冠式を挙行した。
マクシミリアン3世は武力に訴えることを選び、ここにポーランド継承戦争が勃発した。ポーランド内の支持者を糾合しながら進軍したオーストリア軍は1587年後半にクラクフを包囲したが、ザモイスキに撃退された（クラクフ包囲戦）。マクシミリアン3世はいったん退却しつつ兵を集めようとしたが、ジグムント派の追撃を受けた。ザモイスキも当初は自軍を増強するため大規模な衝突を避けていたが、時間をかければマクシミリアン3世が先に増援を獲得する見込みになったため、方針転換して積極的に攻撃を仕掛けることにした。ザモイスキはマクシミリアン3世派を追撃するため、国境を越えてハプスブルク家支配下のシレジアに侵攻する許可をジグムントやその支持者たちから与えられていた。ザモイスキは迅速に敵を追撃するため軍をいくつかに分け、一日に約24キロメートルの速度で進軍した。約一週間後、彼はチェンストホヴァで軍を再編した。一方マクシミリアン3世は1588年1月22日に国境を越えて自領に入り、ビチナ（ピチェン）へ向かった。

## 陣容
ビチナで対峙した両陣営の軍は多くの点で似通っていた。マクシミリアン軍は総勢約6500人で、うち約半数の3290人が歩兵だった。兵士は主にシレジア人、ハンガリー人、モラヴィア人で構成され、4門の重砲と十数門の軽砲を有していた。ザモイスキ軍は総勢約6000人、うち騎兵が3700騎で歩兵が2300人、加えて大砲数門を持っていた。マクシミリアン3世側には、「ワンツトの悪魔」スタニスワフ・スタドニツキ率いる600騎のポーランド騎兵が参加していた。またこの陣営には、詩人としても知られるポーランド貴族アダム・チャフロフスキも参加していた。全体としてマクシミリアン軍は歩兵の面で、ザモイスキ軍は騎兵の面で優っていた。ポーランドでは優れた機動性と突撃の破壊力を備えた騎兵が重視され、歩兵は騎兵を支援する立場にあった。

## 戦闘
1月24日夜、マクシミリアン軍はビチナの東方にある小さな村の、ポーランドへ続く街道上に陣を敷いた。彼らはザモイスキ軍の越境を想定しておらず、ハプスブルク領内のこの陣地にいれば安全だと考えていた。ザモイスキは軍を3部隊に分け、敵陣に対峙させた。
ザモイスキ軍の正確な布陣は分かっていないが、その右翼は深い霧にまぎれて迅速に動き、マクシミリアン軍の左翼を取り囲んだ。霧が晴れ始めたとき、マクシミリアン3世はすでに自軍が挟撃される状況下にあり、ビチナまでの撤退すら難しくなったことに気づいた。彼は攻撃を命じたが、命令がうまく伝わらず麾下の部隊の混乱を招き、ハンガリー部隊が撤退し始めてしまった。スタニスワフ・ジュウキェフスキ率いるザモイスキ軍右翼は、対峙したマクシミリアン軍左翼を蹴散らした。この戦いはポーランド・リトアニア共和国の戦闘としては比較的歩兵が活躍した戦闘であったが、それでも中心的な役割を果たしたのはポーランド有翼重騎兵フサリアであった。ザモイスキ軍のポーランド騎兵は敵の左翼と中央に突撃したが、まだ戦闘の趨勢を決定づけるには至らなかった。ザモイスキはこの戦闘中に要所ごとに策を切り替え、有能な指揮ぶりを見せたと言われている。最終的にザモイスキ軍のポーランド騎兵がマクシミリアン軍左翼のハンガリー騎兵を破り、残る敵軍を圧倒していった。マクシミリアン軍は撤退を始めたが、追撃を受けて多数の犠牲者を出した。
野戦は約1，2時間で終結した。マクシミリアン3世はビチナに逃げ込んだが、ザモイスキのポーランド軍はマクシミリアン軍の大砲を奪ってビチナを砲撃した。ポーランド軍がビチナの街を強襲しようとするに至って、マクシミリアン3世は降伏し、捕虜となった。ビチナの戦いは、ポーランド・スウェーデン派の決定的勝利に終わった。

## その後
正確な戦死者数は分かっていないが、マクシミリアン軍は約2000人を失ったと推定されている。一方のザモイスキ軍も約1000人が犠牲となったとされる。ジュウキェフスキは敵の軍旗を奪う大功を挙げたが、膝に傷を負ったことで、生涯脚が不自由になった。マクシミリアン3世はザモイスキの「客」として3か月間留め置かれたのち、教皇使節の仲介により釈放された。1589年3月9日にビトム・ベジン条約が結ばれ、マクシミリアン3世がポーランド王位を放棄し、その兄の神聖ローマ皇帝ルドルフ2世はモスクワ大公国やスウェーデンと対ポーランド同盟を結ばないことを約束させられた。またかねてよりマクシミリアン3世が占領していたルボヴィアも、ポーランドに返還された。しかしウィーンに帰ったマクシミリアン3世は誓約を守らず、1598年まで自らのポーランド王位を主張し続けた。